# Balsamocitrus camerunensis
Balsamocitrus camerunensis là một loài thực vật thuộc họ Rutaceae. Loài này có ở Cameroon và Cộng hòa Trung Phi.